# Almedinilla
Almedinilla es una localidad y municipio español situado en el extremo oriental de la comarca de la Subbética Cordobesa, en la provincia de Córdoba, Andalucía. Limita con los municipios de Priego de Córdoba (al oeste), en su provincia; con Alcalá la Real (al este), en Jaén; y con Montefrío (al sur), en Granada.
Su término municipal es el más oriental de toda Córdoba. Almedinilla cuenta con un núcleo de población principal y cinco aldeas: Los Ríos, Sileras, Brácana, Venta Valero y Fuente Grande.
En el año 2016 contaba con 2.431 habitantes, contando con sus aldeas. Su extensión superficial es de 55,52 km² y tiene una densidad de 43,79 hab/km². Se encuentra situado en la comarca de la Subbética Cordobesa, a una altitud de 622 metros y a 114 kilómetros de la capital de provincia, Córdoba.
Conocido por la calidad de su aceite de oliva y por el extenso y rico patrimonio arqueológico que atesora, en el que destaca la villa romana de El Ruedo y el poblado ibérico del Cerro de la Cruz.

## Geografía

### Ubicación
Almedinilla está situada al sureste de la provincia de Córdoba, cerca del límite de Córdoba con Granada y Jaén. Podemos llegar al pueblo por la A-339. Como curiosidad, añadir que está más próximo a Granada capital y a Jaén capital que a Córdoba capital.

## Historia
Almedinilla fue un punto estratégico muy importante durante la época íbero y romana, por su enclave, muestra de ello son sus restos arqueológicos que en la actualidad siguen siendo estudiados. Hay un yacimiento (Los Collados) con un poblado y una necrópolis. Uno de sus eventos más conocidos lo constituyen las Jornadas Íberorromanas FESTUM, que se celebran en agosto, donde presente, pasado y futuro se fusionan.

### Segunda República
El domingo 28 de junio de 1931 tuvieron lugar en todo el territorio nacional las primeras elecciones democráticas durante la Segunda República. Al día siguiente, lunes 29 de junio, la CNT había convocado una jornada de huelga general en la construcción y otras ramas de la industria. Según las noticias periodísticas que se hicieron públicas el día 30 de junio, se informa: 

En un pueblo de Granada se registran sucesos gravísimos.
Almedinilla, 30 (3,30 m.)- En el pueblo de Almedinilla se han desarrollado gravísimos sucesos. En una colisión entre monárquicos y socialistas, intervinieron los comunistas, cruzándose entre ellos numerosos disparos. La guardia civil del puesto, viéndose impotente, pidió refuerzos llegando a poco dos camiones cargados de fuerzas de dicho instituto. Se sabe que en las colisiones registradas han resultado cinco muertos y numerosos heridos. Los guardias no pudieron entrar en el pueblo, quedánsose en las alturas que lo dominan.

## Demografía
Almedinilla cuenta con una población de 2323 habitantes (INE 2024).
| Gráfica de evolución demográfica de Almedinilla entre 1857 y 2021 |
| |
| Población de derecho según los censos de población del INE Población de hecho según los censos de población del INEEntre el censo de 1857 y el anterior, aparece este municipio porque se segrega del municipio Priego de Córdoba |

### Núcleos de población
- Venta Valero
- Fuente Grande
- Los Ríos
- Sileras
- Brácana
- La Venta
- La Carrasca

## Economía
Gran parte de la población está dedicada al sector agrario, aunque también en el pueblo se cuenta con otras industrias: sector de muebles, industria textil y otras dedicadas a la construcción.
La característica económica más predominante es la de ser una economía agraria con el monocultivo del olivar. El aceite fabricado en Almedinilla es de una gran calidad. La Denominación de Origen Protegida Priego de Córdoba, con las variedades picuda, hojiblanca y picual, incluye los aceites de Almedinilla, así como los de Carcabuey, Fuente Tójar y Priego de Córdoba.

### Evolución de la deuda viva municipal
| Gráfica de evolución de Deuda viva del Ayuntamiento de Almedinilla entre 2008 y 2019                                |
| |
| Deuda viva del Ayuntamiento de Almedinilla en miles de Euros según datos del Ministerio de Hacienda y Ad. Públicas. |

## Fiestas populares y tradiciones
Almedinilla y sus aldeas cuentan con gran variedad de fiestas y tradiciones. Entre ellas podemos encontrar:
- Fiesta de la Candelaria (2 de febrero)
- Cruces de Mayo
- Romería de San Isidro Labrador
- Fiestas patronales en honor a San Juan Bautista
- Fiesta del casco antiguo
- Feria Real

También podemos nombrar el WASQHA- Festival de arte emergente, Pasacalles de los Dácalos y representación de la Leyenda de la Encantá (23 junio) y Festum, Jornadas Iberorromanas de Almedinilla (agosto)

## Patrimonio Artístico y Monumental

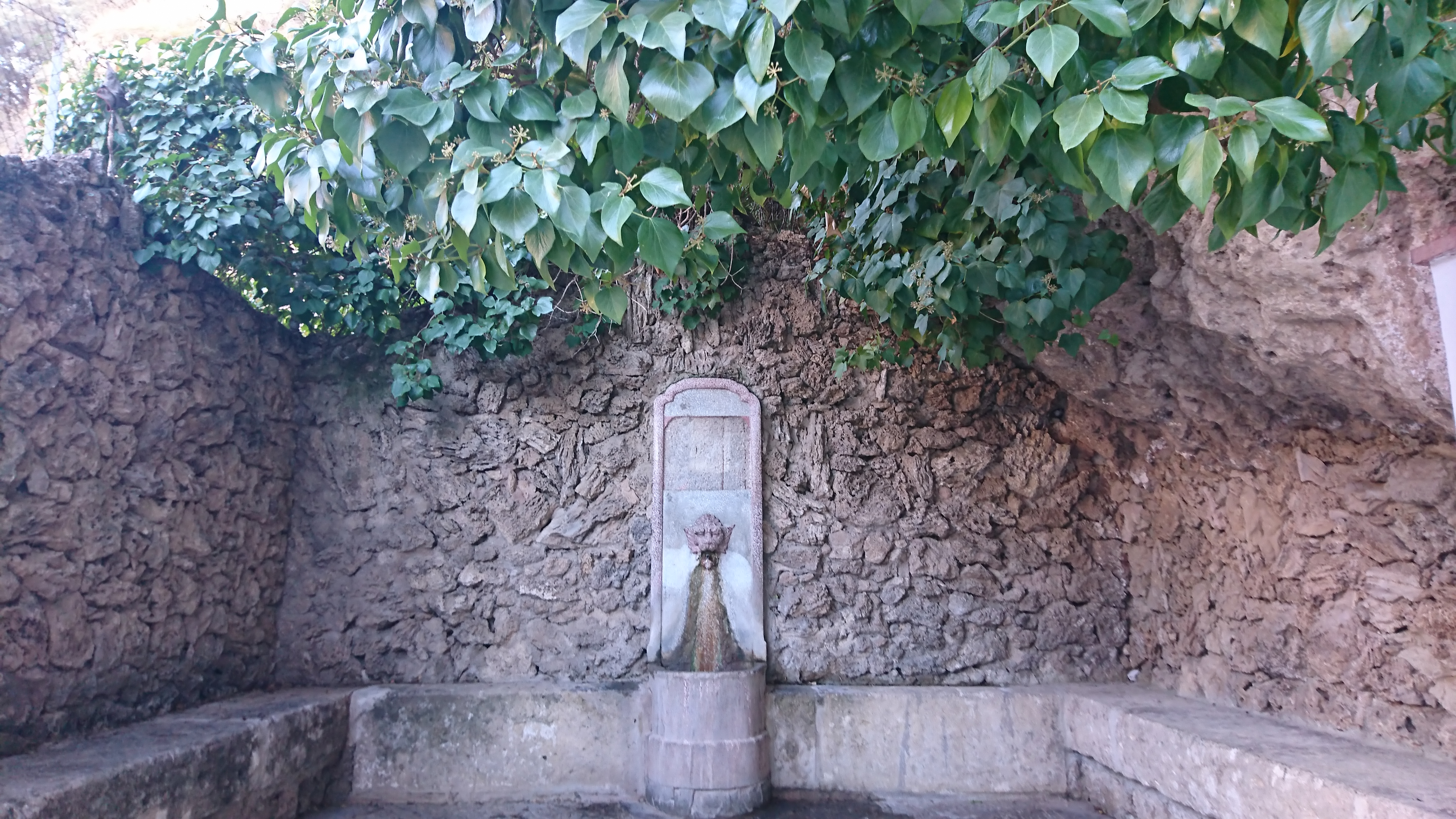
Fuente del león, antiguamente conocida como la fuente de la República, ya que fue construida durante la Segunda República Española.

### Patrimonio Histórico Andaluz
- Ver catálogo
- Villa romana de El Ruedo
- Poblado ibérico del Cerro de la Cruz

### Otros monumentos y lugares destacados
- Museo Histórico de Almedinilla
- Arco en la calle Molinos
- Parroquia de San Juan Bautista (muy transformada en 1978, en su interior conserva imágenes y retablos barrocos)
- Plaza de toros (Coliseo)
- Torre del Reloj (de 1934, símbolo de la localidad)
- Plaza de los cuatro caños
- Calle Ramón y cajal (escalinata)